# Francis Coché
Francis-Pierre Coché (* 5. August 1924 in Libourne; † Mai 2010 in Martillac), meist nur kurz Francis Coché, war ein französischer Fußballtrainer und -funktionär.

## Der Nationaltrainer
Francis Coché hatte bereits viele Jahre lang unterschiedliche Funktionen in der südwestfranzösischen regionalen Untergliederung des Fußballverbands FFF wahrgenommen, bevor die FFF ihn im März 1977 zum Mitglied einer Kommission ernannte, die Vorschläge für eine Verbesserung der Strukturen im französischen Frauenfußball erarbeiten sollte. Als sich der Trainer der französischen Frauenfußball-Nationalelf, Pierre Geoffroy, mit dem Verband überwarf, ernannte dieser im Juli 1978 Coché zu Geoffroys Nachfolger. Dabei war Francis Coché keineswegs ein uneingeschränkter Befürworter des Frauenfußballs; vielmehr hatte er sich noch Ende der 1970er erhofft, dass „die Mädchen, die diesen Sport betreiben, später als Ehefrauen und Mütter die Fußballbegeisterung ihrer Söhne [sic!] verständnisvoll fördern“.
In dieser frühen Phase des Frauenfußballs, der in Frankreich erst 1970 legalisiert worden war, spielten die Bleues – so die geläufige Bezeichnung der Nationalmannschaft aufgrund ihrer blauen Trikots – nur sehr wenige Partien pro Jahr und waren dabei auch noch nicht sonderlich erfolgreich. Cochés längste niederlagenfreie Serie bestand aus einem Sieg und fünf Unentschieden zwischen 7. Mai 1983 und 24. Februar 1985. Dies lag auch daran, dass die FFF beispielsweise in der Saison 1979/80 nur 18.315 aktive Spielerinnen zählte und innerhalb des Verbands – so sah es nicht nur Marilou Duringer, die bereits unter Coché Delegationsleiterin bei Auswärtsspielen der Nationalauswahl wurde – ein „absolutes Desinteresse an Themen des Frauenfußballs“ vorherrschte.
Der Trainer führte die Französinnen bei der ersten Europameisterschaft, die von 1982 bis 1984 ausgetragen und noch nicht bei einer Endrunde in einem Land entschieden wurde. Frankreich wurde in seiner Gruppe Zweiter hinter Italien und verpasste dadurch den Einzug ins Halbfinale. In diesen sechs Begegnungen setzte Coché insgesamt 19 Spielerinnen ein (siehe das französische Aufgebot).
Coché führte Lehrgänge für Nationalspielerinnen ein, die aber lediglich alle zwei Jahre stattfanden und gleichfalls noch keine nennenswerten Erfolge zeitigten. Andererseits erkannte der „sehr autoritäre, strenge und fordernde Trainer“ frühzeitig, dass es schon in den Klubs einer besseren körperlichen und taktischen Schulung als bis dahin üblich bedurfte. Da er aber selbst vorher weder als Spieler (über die Ebene des regionalen Amateurligabetriebs in der Division d’Honneur war er nicht hinausgekommen) noch als Trainer auf hohem Niveau aktiv gewesen war, begrüßte manche Nationalspielerin wie Bernadette Constantin die im Mai 1987 erfolgende Ablösung Cochés durch Aimé Mignot: „Unter Aimé war es endlich richtiger Fußball; wir begannen, etwas über Taktik und Technik zu lernen. Das stellte eine wirkliche Revolution in der Geschichte der équipe de France dar.“
Francis Coché starb, 85-jährig, 2010 in seiner aquitanischen Heimat.